# Alexandre Ledru-Rollin

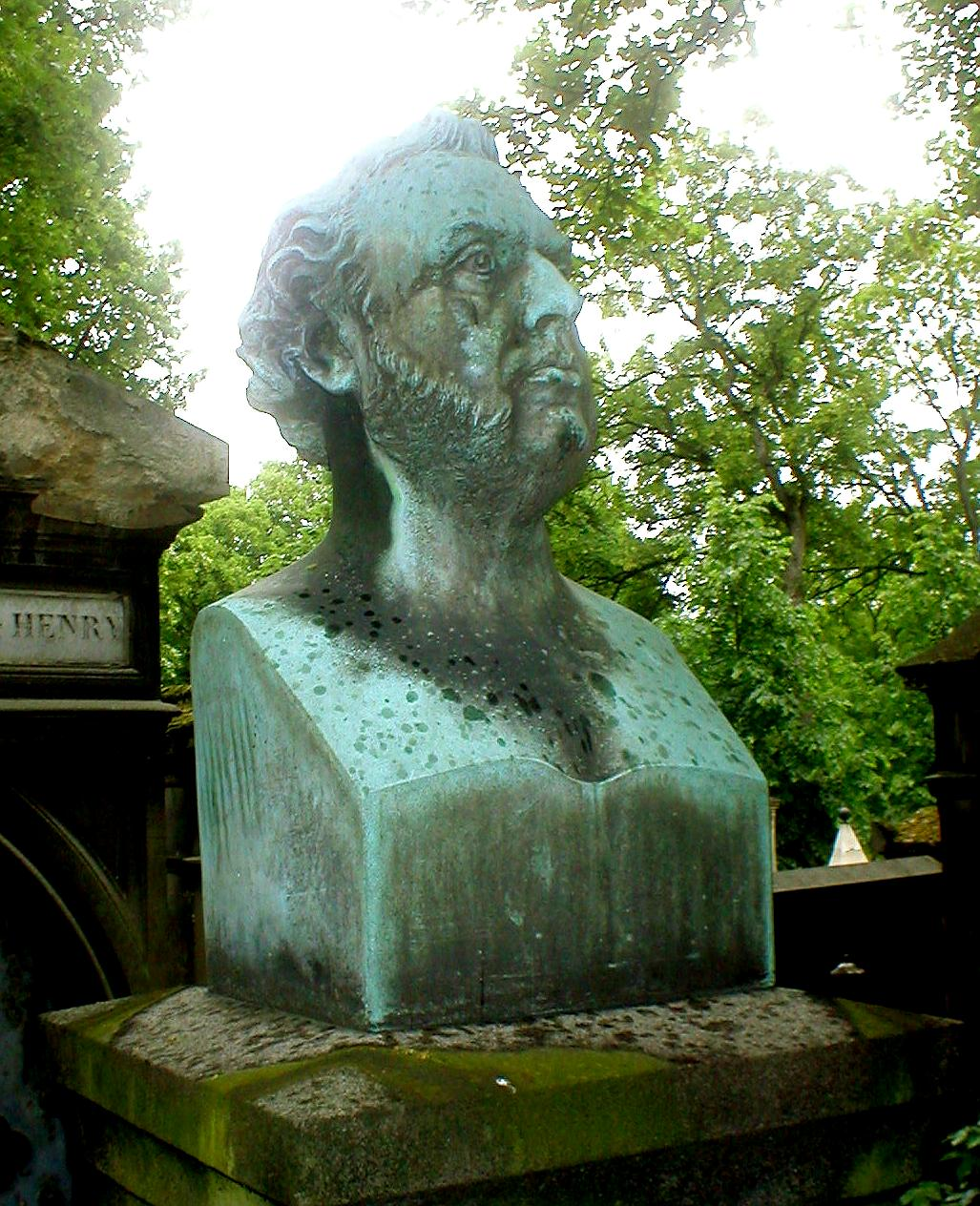
Nagrobek Ledru-Rollina

Alexandre-Auguste Ledru-Rollin (ur. 2 lutego 1807 w Paryżu – zm. 31 grudnia 1874 w Fontenay-aux-Roses) – adwokat, dziennikarz i polityk francuski, jeden z liderów opozycji republikańskiej w czasie monarchii lipcowej, kandydat w wyborach prezydenckich 1848, ponownie w opozycji w czasach II Cesarstwa, wolnomularz

## Republikanin
Pochodził z rodziny drobnomieszczańskiej o tradycjach republikańskich. W wieku 22 lat rozpoczął pracę jako adwokat w Paryżu, gdzie wsławił się prowadzeniem spraw dziennikarzy-republikanów. W 1841 został wybrany deputowanym departamentu Mans, w Izbie Deputowanych sytuował się na skrajnej lewicy.
W 1843 rozpoczął publikację gazety Reforma, wokół której skupiły się środowiska radykalnych republikanów, wśród nich Louis Blanc, Godefroy Cavaignac, Ferdinand Flocon i François Arago. Gazeta ta szybko stała się jednym z dwóch, obok umiarkowanego Nationala, najchętniej czytanych dzienników we Francji. Ledru-Rollin słynął z konsekwentnego opowiadania się za republiką, był znakomitym mówcą, co – pomimo faktycznego braku skonkretyzowanego programu ekonomicznego – zapewniło mu ogromną popularność wśród robotników i mieszczan. W 1846 opublikował słynny manifest, w którym domagał się wprowadzenia głosowania powszechnego. Publikacja tego dokumentu, wydrukowanego w ogromnym jak na tamte czasy 150 tysięcznym nakładzie, kosztowała go długi proces sądowy, który jednak przyniósł wyrok uniewinniający i jeszcze większy szacunek na francuskiej lewicy.
W latach 1847–1848 Ledru-Rollin należał do liderów tzw. kampanii bankietowej, przemawiając w czasie republikańskich bankietów i aktywnie agitując za wprowadzeniem republiki. Mimo tego wybuch rewolucji w lutym 1848 poważnie go zaskoczył (chociaż we wcześniejszych mowach parlamentarnych odwoływał się do możliwości wybuchu społecznego), co nie przeszkodziło mu wziąć w niej udziału. Ledru-Rollin wygłosił w Izbie Deputowanych słynną mowę, w której stanowczo sprzeciwiał się powołaniu regencji we Francji.

## II Republika
Po zwycięskiej rewolucji lutowej Ledru-Rollin wszedł w skład siedmioosobowego Rządu Tymczasowego, a od 25 lutego przejął obowiązki ministra spraw wewnętrznych. Reprezentował radykalne skrzydło republikańskie. Dokonał poważnych roszad osobowych w administracji państwowej, zmieniając urzędników czasów monarchii lipcowej na republikanów oraz zmieniając nazwę stanowiska prefekta na komisarza, odwołując się do instytucji komisarza Konwentu z czasów rewolucji francuskiej. Zajmował się również kulturą i sztuką. W kwietniu i maju 1848 występował jednak przeciwko manifestacjom organizowanym przez radykalną lewicą (głównie blankistów), natomiast w czasie dni czerwcowych wykazał ostentacyjny brak zainteresowania zachodzącymi wydarzeniami. Mimo tego nadal uważany był za skrajnego radykała i odsunięty od władzy po stłumieniu powstania czerwcowego.
W wyborach na prezydenta II Republiki otrzymał 381 026 głosów, co dało mu trzecią pozycję. Była to dla niego ogromna porażka, w świetle wcześniejszej popularności klęską było przejście wielu robotników na stronę zwycięskiego Ludwika Napoleona Bonapartego. Ledru-Rollin zachował jednak wpływy w reorganizującym się stronnictwie zjednoczonych radykałów i socjalistów i poważnie wpływał na kształt programu tej partii. Organizował propagandę republikańską przed wyborami parlamentarnymi w maju 1849, a po zdobyciu mandatu do Zgromadzenia Narodowego stanął na czele najbardziej radykalnej frakcji. W czerwcu 1849 usiłował drogą zbrojnego powstania obalić rząd Odilona Barrota, za co został pozbawiony mandatu. Nie czekając na proces, uciekł wówczas do Londynu.

## Działalność emigracyjna
Ledru-Rollin w ograniczonym stopniu wspierał działalność opozycji republikańskiej we Francji. W 1871 opublikował broszurę, w której rozważał możliwość całkowitej rezygnacji z obieralnego rządu, której jednak nie rozwinął. Wrócił do ojczyzny w 1871, został formalnie wybrany deputowanym, lecz nie odgrywał już żadnej roli politycznej.
Jest pochowany na cmentarzu Père-Lachaise. Jego imię nosi również stacja metra oraz bulwar w Paryżu oraz w Mans.